# Чемпіонат УРСР із шахів 1965 (жінки)
25-й чемпіонат України із шахів серед жінок, що проходив у Севастополі в приміщенні Матроського клубу з 8 по 28 червня 1965 року.

## Загальна інформація про турнір
|   | a | b | c | d | e | f | g | h |   |
| 8 | f8 чорна тура · d7 чорний король · g7 білий король · f6 білий пішак · c5 чорний пішак · d5 білий слон · e5 білий слон · c4 білий пішак · g4 білий пішак · h4 білий пішак · e3 чорний кінь | f8 чорна тура · d7 чорний король · g7 білий король · f6 білий пішак · c5 чорний пішак · d5 білий слон · e5 білий слон · c4 білий пішак · g4 білий пішак · h4 білий пішак · e3 чорний кінь | f8 чорна тура · d7 чорний король · g7 білий король · f6 білий пішак · c5 чорний пішак · d5 білий слон · e5 білий слон · c4 білий пішак · g4 білий пішак · h4 білий пішак · e3 чорний кінь | f8 чорна тура · d7 чорний король · g7 білий король · f6 білий пішак · c5 чорний пішак · d5 білий слон · e5 білий слон · c4 білий пішак · g4 білий пішак · h4 білий пішак · e3 чорний кінь | f8 чорна тура · d7 чорний король · g7 білий король · f6 білий пішак · c5 чорний пішак · d5 білий слон · e5 білий слон · c4 білий пішак · g4 білий пішак · h4 білий пішак · e3 чорний кінь | f8 чорна тура · d7 чорний король · g7 білий король · f6 білий пішак · c5 чорний пішак · d5 білий слон · e5 білий слон · c4 білий пішак · g4 білий пішак · h4 білий пішак · e3 чорний кінь | f8 чорна тура · d7 чорний король · g7 білий король · f6 білий пішак · c5 чорний пішак · d5 білий слон · e5 білий слон · c4 білий пішак · g4 білий пішак · h4 білий пішак · e3 чорний кінь | f8 чорна тура · d7 чорний король · g7 білий король · f6 білий пішак · c5 чорний пішак · d5 білий слон · e5 білий слон · c4 білий пішак · g4 білий пішак · h4 білий пішак · e3 чорний кінь | 8 |
| 7 | f8 чорна тура · d7 чорний король · g7 білий король · f6 білий пішак · c5 чорний пішак · d5 білий слон · e5 білий слон · c4 білий пішак · g4 білий пішак · h4 білий пішак · e3 чорний кінь | f8 чорна тура · d7 чорний король · g7 білий король · f6 білий пішак · c5 чорний пішак · d5 білий слон · e5 білий слон · c4 білий пішак · g4 білий пішак · h4 білий пішак · e3 чорний кінь | f8 чорна тура · d7 чорний король · g7 білий король · f6 білий пішак · c5 чорний пішак · d5 білий слон · e5 білий слон · c4 білий пішак · g4 білий пішак · h4 білий пішак · e3 чорний кінь | f8 чорна тура · d7 чорний король · g7 білий король · f6 білий пішак · c5 чорний пішак · d5 білий слон · e5 білий слон · c4 білий пішак · g4 білий пішак · h4 білий пішак · e3 чорний кінь | f8 чорна тура · d7 чорний король · g7 білий король · f6 білий пішак · c5 чорний пішак · d5 білий слон · e5 білий слон · c4 білий пішак · g4 білий пішак · h4 білий пішак · e3 чорний кінь | f8 чорна тура · d7 чорний король · g7 білий король · f6 білий пішак · c5 чорний пішак · d5 білий слон · e5 білий слон · c4 білий пішак · g4 білий пішак · h4 білий пішак · e3 чорний кінь | f8 чорна тура · d7 чорний король · g7 білий король · f6 білий пішак · c5 чорний пішак · d5 білий слон · e5 білий слон · c4 білий пішак · g4 білий пішак · h4 білий пішак · e3 чорний кінь | f8 чорна тура · d7 чорний король · g7 білий король · f6 білий пішак · c5 чорний пішак · d5 білий слон · e5 білий слон · c4 білий пішак · g4 білий пішак · h4 білий пішак · e3 чорний кінь | 7 |
| 6 | f8 чорна тура · d7 чорний король · g7 білий король · f6 білий пішак · c5 чорний пішак · d5 білий слон · e5 білий слон · c4 білий пішак · g4 білий пішак · h4 білий пішак · e3 чорний кінь | f8 чорна тура · d7 чорний король · g7 білий король · f6 білий пішак · c5 чорний пішак · d5 білий слон · e5 білий слон · c4 білий пішак · g4 білий пішак · h4 білий пішак · e3 чорний кінь | f8 чорна тура · d7 чорний король · g7 білий король · f6 білий пішак · c5 чорний пішак · d5 білий слон · e5 білий слон · c4 білий пішак · g4 білий пішак · h4 білий пішак · e3 чорний кінь | f8 чорна тура · d7 чорний король · g7 білий король · f6 білий пішак · c5 чорний пішак · d5 білий слон · e5 білий слон · c4 білий пішак · g4 білий пішак · h4 білий пішак · e3 чорний кінь | f8 чорна тура · d7 чорний король · g7 білий король · f6 білий пішак · c5 чорний пішак · d5 білий слон · e5 білий слон · c4 білий пішак · g4 білий пішак · h4 білий пішак · e3 чорний кінь | f8 чорна тура · d7 чорний король · g7 білий король · f6 білий пішак · c5 чорний пішак · d5 білий слон · e5 білий слон · c4 білий пішак · g4 білий пішак · h4 білий пішак · e3 чорний кінь | f8 чорна тура · d7 чорний король · g7 білий король · f6 білий пішак · c5 чорний пішак · d5 білий слон · e5 білий слон · c4 білий пішак · g4 білий пішак · h4 білий пішак · e3 чорний кінь | f8 чорна тура · d7 чорний король · g7 білий король · f6 білий пішак · c5 чорний пішак · d5 білий слон · e5 білий слон · c4 білий пішак · g4 білий пішак · h4 білий пішак · e3 чорний кінь | 6 |
| 5 | f8 чорна тура · d7 чорний король · g7 білий король · f6 білий пішак · c5 чорний пішак · d5 білий слон · e5 білий слон · c4 білий пішак · g4 білий пішак · h4 білий пішак · e3 чорний кінь | f8 чорна тура · d7 чорний король · g7 білий король · f6 білий пішак · c5 чорний пішак · d5 білий слон · e5 білий слон · c4 білий пішак · g4 білий пішак · h4 білий пішак · e3 чорний кінь | f8 чорна тура · d7 чорний король · g7 білий король · f6 білий пішак · c5 чорний пішак · d5 білий слон · e5 білий слон · c4 білий пішак · g4 білий пішак · h4 білий пішак · e3 чорний кінь | f8 чорна тура · d7 чорний король · g7 білий король · f6 білий пішак · c5 чорний пішак · d5 білий слон · e5 білий слон · c4 білий пішак · g4 білий пішак · h4 білий пішак · e3 чорний кінь | f8 чорна тура · d7 чорний король · g7 білий король · f6 білий пішак · c5 чорний пішак · d5 білий слон · e5 білий слон · c4 білий пішак · g4 білий пішак · h4 білий пішак · e3 чорний кінь | f8 чорна тура · d7 чорний король · g7 білий король · f6 білий пішак · c5 чорний пішак · d5 білий слон · e5 білий слон · c4 білий пішак · g4 білий пішак · h4 білий пішак · e3 чорний кінь | f8 чорна тура · d7 чорний король · g7 білий король · f6 білий пішак · c5 чорний пішак · d5 білий слон · e5 білий слон · c4 білий пішак · g4 білий пішак · h4 білий пішак · e3 чорний кінь | f8 чорна тура · d7 чорний король · g7 білий король · f6 білий пішак · c5 чорний пішак · d5 білий слон · e5 білий слон · c4 білий пішак · g4 білий пішак · h4 білий пішак · e3 чорний кінь | 5 |
| 4 | f8 чорна тура · d7 чорний король · g7 білий король · f6 білий пішак · c5 чорний пішак · d5 білий слон · e5 білий слон · c4 білий пішак · g4 білий пішак · h4 білий пішак · e3 чорний кінь | f8 чорна тура · d7 чорний король · g7 білий король · f6 білий пішак · c5 чорний пішак · d5 білий слон · e5 білий слон · c4 білий пішак · g4 білий пішак · h4 білий пішак · e3 чорний кінь | f8 чорна тура · d7 чорний король · g7 білий король · f6 білий пішак · c5 чорний пішак · d5 білий слон · e5 білий слон · c4 білий пішак · g4 білий пішак · h4 білий пішак · e3 чорний кінь | f8 чорна тура · d7 чорний король · g7 білий король · f6 білий пішак · c5 чорний пішак · d5 білий слон · e5 білий слон · c4 білий пішак · g4 білий пішак · h4 білий пішак · e3 чорний кінь | f8 чорна тура · d7 чорний король · g7 білий король · f6 білий пішак · c5 чорний пішак · d5 білий слон · e5 білий слон · c4 білий пішак · g4 білий пішак · h4 білий пішак · e3 чорний кінь | f8 чорна тура · d7 чорний король · g7 білий король · f6 білий пішак · c5 чорний пішак · d5 білий слон · e5 білий слон · c4 білий пішак · g4 білий пішак · h4 білий пішак · e3 чорний кінь | f8 чорна тура · d7 чорний король · g7 білий король · f6 білий пішак · c5 чорний пішак · d5 білий слон · e5 білий слон · c4 білий пішак · g4 білий пішак · h4 білий пішак · e3 чорний кінь | f8 чорна тура · d7 чорний король · g7 білий король · f6 білий пішак · c5 чорний пішак · d5 білий слон · e5 білий слон · c4 білий пішак · g4 білий пішак · h4 білий пішак · e3 чорний кінь | 4 |
| 3 | f8 чорна тура · d7 чорний король · g7 білий король · f6 білий пішак · c5 чорний пішак · d5 білий слон · e5 білий слон · c4 білий пішак · g4 білий пішак · h4 білий пішак · e3 чорний кінь | f8 чорна тура · d7 чорний король · g7 білий король · f6 білий пішак · c5 чорний пішак · d5 білий слон · e5 білий слон · c4 білий пішак · g4 білий пішак · h4 білий пішак · e3 чорний кінь | f8 чорна тура · d7 чорний король · g7 білий король · f6 білий пішак · c5 чорний пішак · d5 білий слон · e5 білий слон · c4 білий пішак · g4 білий пішак · h4 білий пішак · e3 чорний кінь | f8 чорна тура · d7 чорний король · g7 білий король · f6 білий пішак · c5 чорний пішак · d5 білий слон · e5 білий слон · c4 білий пішак · g4 білий пішак · h4 білий пішак · e3 чорний кінь | f8 чорна тура · d7 чорний король · g7 білий король · f6 білий пішак · c5 чорний пішак · d5 білий слон · e5 білий слон · c4 білий пішак · g4 білий пішак · h4 білий пішак · e3 чорний кінь | f8 чорна тура · d7 чорний король · g7 білий король · f6 білий пішак · c5 чорний пішак · d5 білий слон · e5 білий слон · c4 білий пішак · g4 білий пішак · h4 білий пішак · e3 чорний кінь | f8 чорна тура · d7 чорний король · g7 білий король · f6 білий пішак · c5 чорний пішак · d5 білий слон · e5 білий слон · c4 білий пішак · g4 білий пішак · h4 білий пішак · e3 чорний кінь | f8 чорна тура · d7 чорний король · g7 білий король · f6 білий пішак · c5 чорний пішак · d5 білий слон · e5 білий слон · c4 білий пішак · g4 білий пішак · h4 білий пішак · e3 чорний кінь | 3 |
| 2 | f8 чорна тура · d7 чорний король · g7 білий король · f6 білий пішак · c5 чорний пішак · d5 білий слон · e5 білий слон · c4 білий пішак · g4 білий пішак · h4 білий пішак · e3 чорний кінь | f8 чорна тура · d7 чорний король · g7 білий король · f6 білий пішак · c5 чорний пішак · d5 білий слон · e5 білий слон · c4 білий пішак · g4 білий пішак · h4 білий пішак · e3 чорний кінь | f8 чорна тура · d7 чорний король · g7 білий король · f6 білий пішак · c5 чорний пішак · d5 білий слон · e5 білий слон · c4 білий пішак · g4 білий пішак · h4 білий пішак · e3 чорний кінь | f8 чорна тура · d7 чорний король · g7 білий король · f6 білий пішак · c5 чорний пішак · d5 білий слон · e5 білий слон · c4 білий пішак · g4 білий пішак · h4 білий пішак · e3 чорний кінь | f8 чорна тура · d7 чорний король · g7 білий король · f6 білий пішак · c5 чорний пішак · d5 білий слон · e5 білий слон · c4 білий пішак · g4 білий пішак · h4 білий пішак · e3 чорний кінь | f8 чорна тура · d7 чорний король · g7 білий король · f6 білий пішак · c5 чорний пішак · d5 білий слон · e5 білий слон · c4 білий пішак · g4 білий пішак · h4 білий пішак · e3 чорний кінь | f8 чорна тура · d7 чорний король · g7 білий король · f6 білий пішак · c5 чорний пішак · d5 білий слон · e5 білий слон · c4 білий пішак · g4 білий пішак · h4 білий пішак · e3 чорний кінь | f8 чорна тура · d7 чорний король · g7 білий король · f6 білий пішак · c5 чорний пішак · d5 білий слон · e5 білий слон · c4 білий пішак · g4 білий пішак · h4 білий пішак · e3 чорний кінь | 2 |
| 1 | f8 чорна тура · d7 чорний король · g7 білий король · f6 білий пішак · c5 чорний пішак · d5 білий слон · e5 білий слон · c4 білий пішак · g4 білий пішак · h4 білий пішак · e3 чорний кінь | f8 чорна тура · d7 чорний король · g7 білий король · f6 білий пішак · c5 чорний пішак · d5 білий слон · e5 білий слон · c4 білий пішак · g4 білий пішак · h4 білий пішак · e3 чорний кінь | f8 чорна тура · d7 чорний король · g7 білий король · f6 білий пішак · c5 чорний пішак · d5 білий слон · e5 білий слон · c4 білий пішак · g4 білий пішак · h4 білий пішак · e3 чорний кінь | f8 чорна тура · d7 чорний король · g7 білий король · f6 білий пішак · c5 чорний пішак · d5 білий слон · e5 білий слон · c4 білий пішак · g4 білий пішак · h4 білий пішак · e3 чорний кінь | f8 чорна тура · d7 чорний король · g7 білий король · f6 білий пішак · c5 чорний пішак · d5 білий слон · e5 білий слон · c4 білий пішак · g4 білий пішак · h4 білий пішак · e3 чорний кінь | f8 чорна тура · d7 чорний король · g7 білий король · f6 білий пішак · c5 чорний пішак · d5 білий слон · e5 білий слон · c4 білий пішак · g4 білий пішак · h4 білий пішак · e3 чорний кінь | f8 чорна тура · d7 чорний король · g7 білий король · f6 білий пішак · c5 чорний пішак · d5 білий слон · e5 білий слон · c4 білий пішак · g4 білий пішак · h4 білий пішак · e3 чорний кінь | f8 чорна тура · d7 чорний король · g7 білий король · f6 білий пішак · c5 чорний пішак · d5 білий слон · e5 білий слон · c4 білий пішак · g4 білий пішак · h4 білий пішак · e3 чорний кінь | 1 |
|   | a | b | c | d | e | f | g | h |   |

Головний суддя турніру — Л. А. Островський (всесоюзна категорія), заступник головного судді  — В. Колоденко (республіканська категорія).
Фінальний турнір чемпіонату України проводився за коловою системою за участі 16 шахісток, які представляли 12 міст України.
Учасниці представляли п'ять спортивних товариств, зокрема: «Авангард» — 11 шахісток, «Спартак» — 2 шахістки, «Буревісник», «Динамо» та «Локомотив» — по 1 шахістці.
Чемпіонкою України вдруге стала харківська шахістка Ольга Андреєва. Друге місце посіла торішня чемпіонка Раїса Вапнична (Чернівці), третє — Ірина Розенцвайг зі Львова.
Нижче представлена одна з партій чемпіонки України:

1.e4 e5 2. Кf3 Кf6 3. Сb5 a6 4. Ca4 Kb6 5. Фe2 d6 6. d4 b5 7. de de 8. Сb3 Kd4 9. К: d4 Ф: d4 10. f3 Фb6
 11. a4 Cb7 12. ab ab 13. Л: a8 C: a8 14. Kc3 Сb4 15. Сe3 Фa5 16. 0—0 C: c3 17. bc 0—0 18. Cc5 Лe8 19. Cb4 Фb6+ 20. Фf2+ Ф: f2+ 
21. Kр: f2 Лd8 22. Kpe3 Cc6 23. Лa1 Ce8 24. g3 Лc8 25. c4 c5 26. Cc3 bc 27. C: b4 Kd7 28. Лa7 Khf8 29. Сb5 Khe7 30. C: e5 f6
 31. Cb2 Лb8 32. c4 Лc8 33. e5 fe 34. C: e5 g6 35. Kpf4 Kpe6 36. Cc3 h6 37. Лa6+ Kpe7 38. Cg7 h5 39. Kpg5 Лc7 40. f4 Cf7 
 41. h4 Ce8 42. Л: g6 C: g6 43. Kp: g6 Kf8+ 44. Kp: h5 Ke6 45. Ce5 Лc8 46. g4 Kd4 47. Ca6 Лf8 48. Cb7 Лf7 49. Kpg6 Лf8 50. Cd5 Kc2 
 51. f5 Ke3 52. f6+ Kpd7 53. Kpg7 1-0 (кінцева позиція представлена праворуч на діаграмі).

## Регламент турніру
Змагання проводилися за правилами шахового кодексу СРСР 1959 року випуску.

### Розклад змагань
- Ігрові дні: 8—10, 12—14, 16-18, 20-22, 24-25, 27 червня
- Догравання: 11, 15, 19, 23, 25, 28 червня
- Закриття турніру: 28 червня (після догравання партій)

Час початку партій (московський) — 17.00 год (в дні догравання — 16.00 год).

### Контроль часу
- 150 хвилин на перші 40 ходів плюс 16 ходів на кожні наступні 60 хвилин з накопиченням часу.

## Рух за турами
| 1 тур 08.06.1965  | 1 тур 08.06.1965 | 1 тур 08.06.1965 | 1 тур 08.06.1965 | 1 тур 08.06.1965 |
| ----------------- | ---------------- | ---------------- | ---------------- | ---------------- |
| Ігнатченко        | 0                | 0:1              | 0                | Глушко           |
| Цірцене           | 0                | ½:½              | 0                | Вапнична         |
| Воробйова         | 0                | 0:1              | 0                | Антонова         |
| Розенцвайг        | 0                | ½:½              | 0                | Сучкова          |
| Добромислова      | 0                | 1:0              | 0                | Андреєва         |
| Камінних          | 0                | 0:1              | 0                | Титоренко        |
| Глускіна          | 0                | 0:1              | 0                | Гершунська       |
| Волк              | 0                | 1:0              | 0                | Рябцева          |
| 4 тур 12.06.1965  |                  |                  |                  |                  |
| Глушко            | 1½               | 0:1              | 2½               | Гершунська       |
| Андреєва          | 2                | 1:0              | 1                | Рябцева          |
| Сучкова           | 1                | ½:½              | 1½               | Волк             |
| Титоренко         | 2                | 1:0              | 1                | Глускіна         |
| Антонова          | 2                | ½:½              | 1½               | Добромислова     |
| Вапнична          | 2½               | 0:1              | 2                | Розенцвайг       |
| Ігнатченко        | 1½               | 1:0              | ½                | Камінних         |
| Цірцене           | 1                | ½:½              | ½                | Воробйова        |
| 7 тур 16.06.1965  |                  |                  |                  |                  |
| Камінних          | 1                | 0:1              | 1½               | Глушко           |
| Розенцвайг        | 5                | ½:½              | 2½               | Воробйова        |
| Добромислова      | 3½               | ½:½              | 2½               | Цірцене          |
| Глускіна          | 1                | 0:1              | 3                | Ігнатченко       |
| Волк              | 3                | 0:1              | 3½               | Вапнична         |
| Рябцева           | 1½               | 1:0              | 4                | Антонова         |
| Гершунська        | 4                | 0:1              | 4½               | Титоренко        |
| Андреєва          | 4½               | 1:0              | 3                | Сучкова          |
| 10 тур 20.06.1965 |                  |                  |                  |                  |
| Глушко            | 3½               | :                | 5½               | Титоренко        |
| Антонова          | 4                | ½:½              | 4                | Сучкова          |
| Вапнична          | 6½               | 1:0              | 7½               | Андреєва         |
| Ігнатченко        | 5½               | :                | 5                | Гершунська       |
| Цірцене           | 4½               | :                | 3                | Рябцева          |
| Воробйова         | 4½               | :                | 3½               | Волк             |
| Камінних          | 2                | :                | 1½               | Глускіна         |
| Розенцвайг        | 7                | :                | 4½               | Добромислова     |
| 13 тур 24.06.1965 |                  |                  |                  |                  |
| Глускіна          |                  | :                |                  | Глушко           |
| Волк              |                  | :                |                  | Добромислова     |
| Рябцева           |                  | 1:0              |                  | Розенцвайг       |
| Гершунська        |                  | :                |                  | Камінних         |
| Андреєва          | 9½               | 1:0              |                  | Воробйова        |
| Сучкова           |                  | :                |                  | Цірцене          |
| Титоренко         |                  | :                |                  | Ігнатченко       |
| Антонова          | 5½               | 1:0              | 9½               | Вапнична         |

| 2 тур 09.06.1965  | 2 тур 09.06.1965 | 2 тур 09.06.1965 | 2 тур 09.06.1965 | 2 тур 09.06.1965 |
| ----------------- | ---------------- | ---------------- | ---------------- | ---------------- |
| Глушко            | 1                | 0:1              | 0                | Рябцева          |
| Гершунська        | 1                | ½:½              | 1                | Волк             |
| Андреєва          | 0                | 1:0              | 0                | Глускіна         |
| Сучкова           | ½                | ½:½              | 1                | Добромислова     |
| Титоренко         | 1                | 0:1              | ½                | Розенцвайг       |
| Антонова          | 1                | ½:½              | 0                | Камінних         |
| Вапнична          | ½                | 1:0              | 0                | Воробйова        |
| Ігнатченко        | 0                | 1:0              | ½                | Цірцене          |
| 5 тур 13.06.1965  |                  |                  |                  |                  |
| Воробйова         | 1                | 1:0              | 1½               | Глушко           |
| Камінних          | ½                | 0:1              | 1½               | Цірцене          |
| Розенцвайг        | 3                | 1:0              | 2½               | Ігнатченко       |
| Добромислова      | 2                | 1:0              | 2½               | Вапнична         |
| Глускіна          | 1                | 0:1              | 2½               | Антонова         |
| Волк              | 2                | ½:½              | 3                | Титоренко        |
| Рябцева           | 1                | ½:½              | 1½               | Сучкова          |
| Гершунська        | 3½               | ½:½              | 3                | Андреєва         |
| 8 тур 17.06.1965  |                  |                  |                  |                  |
| Глушко            | 2½               | 1:0              | 3                | Сучкова          |
| Титоренко         | 5½               | 0:1              | 5½               | Андреєва         |
| Антонова          | 4                | 0:1              | 4                | Гершунська       |
| Вапнична          | 4½               | 1:0              | 2½               | Рябцева          |
| Ігнатченко        | 4                | 1:0              | 3                | Волк             |
| Цірцене           | 3                | 1:0              | 1                | Глускіна         |
| Воробйова         | 3                | 1:0              | 4                | Добромислова     |
| Камінних          | 1                | ½:½              | 5½               | Розенцвайг       |
| 11 тур 21.06.1965 |                  |                  |                  |                  |
| Добромислова      |                  | :                |                  | Глушко           |
| Глускіна          |                  | :                |                  | Розенцвайг       |
| Волк              |                  | :                |                  | Камінних         |
| Рябцева           |                  | :                |                  | Воробйова        |
| Гершунська        |                  | :                |                  | Цірцене          |
| Андреєва          | 7½               | 1:0              |                  | Ігнатченко       |
| Сучкова           | 4½               | 0:1              | 7½               | Вапнична         |
| Титоренко         |                  | ½:½              | 4½               | Антонова         |
| 14 тур 25.06.1965 |                  |                  |                  |                  |
| Глушко            |                  | 0:1              | 9½               | Вапнична         |
| Ігнатченко        |                  | 1:0              | 6½               | Антонова         |
| Цірцене           |                  | :                |                  | Титоренко        |
| Воробйова         |                  | :                |                  | Сучкова          |
| Камінних          |                  | 0:1              | 10½              | Андреєва         |
| Розенцвайг        |                  | :                |                  | Гершунська       |
| Добромислова      |                  | :                |                  | Рябцева          |
| Глускіна          |                  | :                |                  | Волк             |

| 3 тур 10.06.1965  | 3 тур 10.06.1965 | 3 тур 10.06.1965 | 3 тур 10.06.1965 | 3 тур 10.06.1965 |
| ----------------- | ---------------- | ---------------- | ---------------- | ---------------- |
| Цірцене           | ½                | ½:½              | 1                | Глушко           |
| Воробйова         | 0                | ½:½              | 1                | Ігнатченко       |
| Камінних          | ½                | 0:1              | 1½               | Вапнична         |
| Розенцвайг        | 1½               | ½:½              | 1½               | Антонова         |
| Добромислова      | 1½               | 0:1              | 1                | Титоренко        |
| Глускіна          | 0                | 1:0              | 1                | Сучкова          |
| Волк              | 1½               | 0:1              | 1                | Андреєва         |
| Рябцева           | 1                | 0:1              | 1½               | Гершунська       |
| 6 тур 14.06.1965  |                  |                  |                  |                  |
| Глушко            | 1½               | 0:1              | 3½               | Андреєва         |
| Сучкова           | 2                | 1:0              | 4                | Гершунська       |
| Титоренко         | 3½               | 1:0              | 1½               | Рябцева          |
| Антонова          | 3½               | ½:½              | 2½               | Волк             |
| Вапнична          | 2½               | 1:0              | 1                | Глускіна         |
| Ігнатченко        | 2½               | ½:½              | 3                | Добромислова     |
| Цірцене           | 2½               | 0:1              | 4                | Розенцвайг       |
| Воробйова         | 2                | ½:½              | ½                | Камінних         |
| 9 тур 18.06.1965  |                  |                  |                  |                  |
| Розенцвайг        | 6                | 1:0              | 3½               | Глушко           |
| Добромислова      | 4                | ½:½              | 1½               | Камінних         |
| Глускіна          | 1                | ½:½              | 4                | Воробйова        |
| Волк              | 3                | ½:½              | 4                | Цірцене          |
| Рябцева           | 2½               | ½:½              | 5                | Ігнатченко       |
| Гершунська        | 5                | 0:1              | 5½               | Вапнична         |
| Андреєва          | 6½               | 1:0              | 4                | Антонова         |
| Сучкова           | 3                | 1:0              | 5½               | Титоренко        |
| 12 тур 22.06.1965 |                  |                  |                  |                  |
| Глушко            |                  | ½:½              | 5                | Антонова         |
| Вапнична          | 8½               | 1:0              |                  | Титоренко        |
| Ігнатченко        |                  | :                | 4½               | Сучкова          |
| Цірцене           |                  | 0:1              | 8½               | Андреєва         |
| Воробйова         |                  | :                |                  | Гершунська       |
| Камінних          |                  | :                |                  | Рябцева          |
| Розенцвайг        |                  | :                |                  | Волк             |
| Добромислова      |                  | :                |                  | Глускіна         |
| 15 тур 27.06.1965 |                  |                  |                  |                  |
| Волк              |                  | :                |                  | Глушко           |
| Рябцева           |                  | :                |                  | Глускіна         |
| Гершунська        |                  | :                |                  | Добромислова     |
| Андреєва          | 11½              | ½:½              | 10               | Розенцвайг       |
| Сучкова           |                  | :                |                  | Камінних         |
| Титоренко         |                  | :                |                  | Воробйова        |
| Антонова          | 6½               | ½:½              |                  | Цірцене          |
| Вапнична          | 10½              | 1:0              |                  | Ігнатченко       |

## Турнірна таблиця
| №  | Учасник             | Місто           | Вік | СТ           |  | 1 | 2 | 3 | 4 | 5 | 6 | 7 | 8 | 9 | 10 | 11 | 12 | 13 | 14 | 15 | 16 |  | +  | − | = | Очки | Місце   |
| -- | ------------------- | --------------- | --- | ------------ |  | - | - | - | - | - | - | - | - | - | -- | -- | -- | -- | -- | -- | -- |  | -- | - | - | ---- | ------- |
| 1  | Ольга Андреєва      | Харків          | 28  | «Авангард»   |  |   | 0 | ½ | 1 | 1 | ½ | 1 | 1 | 1 | 1  | 1  | 1  | 0  | 1  | 1  | 1  |  | 11 | 2 | 2 | 12   | Gold    |
| 2  | Раїса Вапнична      | Чернівці        | 17  | «Спартак»    |  | 1 |   | 0 | 1 | 1 | 1 | 0 | 1 | 1 | ½  | 1  | 1  | 0  | 1  | 1  | 1  |  | 11 | 3 | 1 | 11½  | Silver  |
| 3  | Ірина Розенцвайг    | Львів           | 18  | «Авангард»   |  | ½ | 1 |   | 1 | 1 |   | ½ | 1 | 0 | 1  |    | ½  |    | ½  | ½  |    |  |    |   |   | 10½  | Bronze  |
| 4  | Світлана Ігнатченко | Запоріжжя       | 26  | «Буревісник» |  | 0 | 0 | 0 |   |   |   | 1 | 0 | ½ | 1  | 1  |    | ½  |    | 1  | 1  |  |    |   |   | 9½   | 4       |
| 5  | Наталя Титоренко    | Житомир         | 14  | «Динамо»     |  | 0 | 0 | 0 |   |   | 1 | ½ |   | 1 |    | ½  | ½  | 1  | 0  | 1  | 1  |  |    |   |   | 8½   | 5       |
| 6  | Рита Гершунська     | Київ            | 28  | «Авангард»   |  | ½ | 0 |   |   | 0 |   | 1 | 1 | 1 |    | ½  |    |    | 0  |    | 1  |  |    |   |   | 8    | 6       |
| 7  | Римма Антонова      | Київ            | 27  | «Авангард»   |  | 0 | 1 | ½ | 0 | ½ | 0 |   | ½ | 0 | ½  | ½  | 1  | ½  | ½  | ½  | 1  |  | 3  | 4 | 8 | 7    | 7 — 10  |
| 8  | Олександра Глушко   | Сімферополь     | 19  | «Авангард»   |  | 0 | 0 | 0 | 1 |   | 0 | ½ |   | 0 | ½  |    | 0  |    | 1  | 1  |    |  |    |   |   | 7    | 7 — 10  |
| 9  | Тетяна Рябцева      | Сімферополь     | 17  | «Спартак»    |  | 0 | 0 | 1 | ½ | 0 | 0 | 1 | 1 |   |    | 0  |    |    | ½  |    |    |  |    |   |   | 7    | 7 — 10  |
| 10 | Айя Цірцене         | Алушта          | 30  | «Авангард»   |  | 0 | ½ | 0 | 0 |   |   | ½ | ½ |   |    | ½  | ½  | ½  |    | 1  | 1  |  |    |   |   | 7    | 7 — 10  |
| 11 | Ліна Волк           | Київ            | 24  | «Авангард»   |  | 0 | 0 |   | 0 | ½ | ½ | ½ |   | 1 | ½  |    |    |    | ½  |    |    |  |    |   |   | 6½   | 11 — 12 |
| 12 | Юлія Воробйова      | Донецьк         | 51  | «Авангард»   |  | 0 | 0 | ½ | ½ |   |   | 0 | 1 |   | ½  |    |    | 1  |    | ½  | ½  |  |    |   |   | 6½   | 11 — 12 |
| 13 | Лариса Добромислова | Севастополь     | 18  | «Авангард»   |  | 1 | 1 |   | ½ | 0 |   | ½ |   |   | ½  |    | 0  |    | ½  | ½  |    |  |    |   |   | 6    | 13 — 14 |
| 14 | Галина Сучкова      | Херсон          | 21  | «Авангард»   |  | 0 | 0 | ½ |   | 1 | 1 | ½ | 0 | ½ |    | ½  |    | ½  |    |    | 0  |  |    |   |   | 6    | 13 — 14 |
| 15 | Ольга Камінних      | Київ            | 33  | «Авангард»   |  | 0 | 0 | ½ | 0 | 0 |   | ½ | 0 |   | 0  |    | ½  | ½  |    |    |    |  |    |   |   | 4    | 15      |
| 16 | Раїса Глускіна      | Дніпропетровськ | 46  | «Локомотив»  |  | 0 | 0 |   | 0 | 0 | 0 | 0 |   |   | 0  |    | ½  |    | 1  |    |    |  |    |   |   | 3    | 16      |

| Легенда таблиці | Легенда таблиці        | Легенда таблиці | Легенда таблиці         | Легенда таблиці | Легенда таблиці | Легенда таблиці | Легенда таблиці | Легенда таблиці | Легенда таблиці |
| --------------- | ---------------------- | --------------- | ----------------------- | --------------- | --------------- | --------------- | --------------- | --------------- | --------------- |
|                 | Партія білими фігурами |                 | Партія чорними фігурами | 1               | перемога        | ½               | нічия           | 0               | поразка         |